# Cabezón de Cameros
Cabezón de Cameros – gmina w Hiszpanii, w prowincji La Rioja, w La Rioja, o powierzchni 12,01 km². W 2011 roku gmina liczyła 20 mieszkańców.